# کت تلکام
کت تلکام (انگلیسی: CAT Telecom) شرکت مخابرات تایلندی است، که در سال ۲۰۰۳ تأسیس شد.